# 土屋匠
土屋 匠（つちや たくみ、1995年12月6日 - ）は、日本の子役である。
東京都出身。ファイブ☆エイト所属。血液型AB型。
特撮ヒーローに憧れて、2000年に芸能界入りする。

## 出演

### 映画
- 機関車先生（2004年、廣木隆一監督）山田雷三 役
- 夢十夜・第八夜（2006年、山下敦弘監督）モッ君 役
- 食いしん坊! 大食い苦戦編（2007年、松生秀二監督）磯崎翔太 役
- Little DJ〜小さな恋の物語（2007年、永田琴監督）ヌラ役
- あいのこころ（2008年、菅野宏彰監督）村瀬ガク 役

### テレビドラマ
- 仮面ライダークウガ（2000年、テレビ朝日）園児 役
- ウォーターボーイズ 第6話（2003年、フジテレビ）
- 金曜時代劇 転がしお銀〜父娘あだ討ち江戸日記〜（2003年、NHK）たく 役
- ナースマンスペシャル（2004年、日本テレビ）
- 緋の十字架（2005年、TBS）将一（少年時代） 役
- 親子ドキュメンタリー教室（2007年、スカパー!）ケンタ 役
- 土曜時代劇 オトコマエ!（2008年、NHK）音吉 役
- トミカヒーロー レスキューフォース（2008年、テレビ東京）
- 婚カツ!（2009年、フジテレビ）
- トミカヒーロー レスキューファイアー 第28話（2009年）ヒロ 役
- 土曜時代劇 咲くやこの花（2010年、NHK）深堂由良（幼少） 役

### CM
- 明治製菓 カール（2003年）声の出演
- ライオン バルサン（2005年）
- エステー ムシューダ ダジャレCM編（2009年 - 2010年）

### 舞台
- BUNKAMURAシアターコクーン 人形の家（2008年）